# It Is Well with My Soul

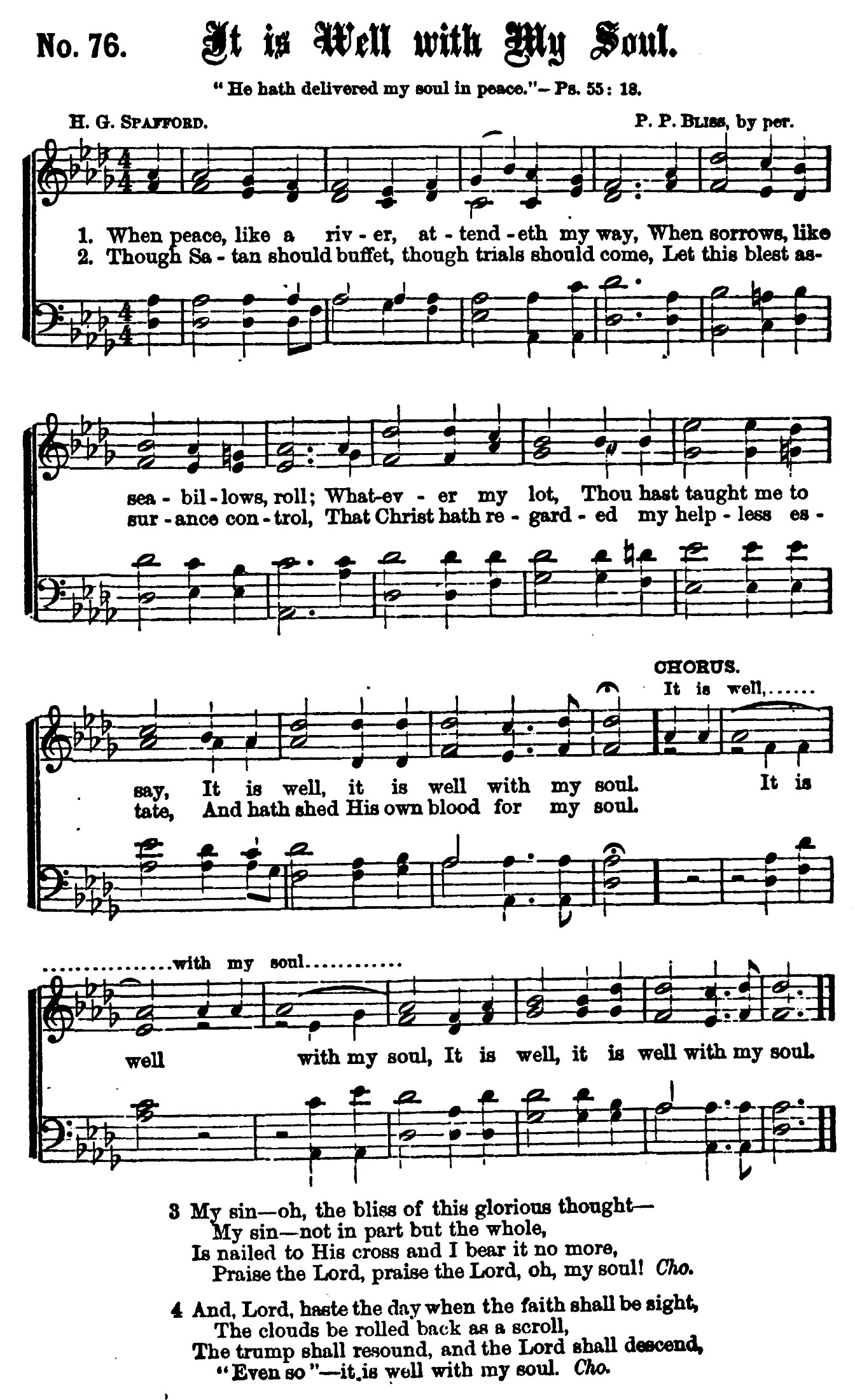
It is Well with My Soul, Erstdruck 1876

It Is Well With My Soul ist ein Kirchenlied nach Worten des US-amerikanischen Anwaltes Horatio Spafford. In Deutschland ist es in der Übersetzung Wenn Friede mit Gott meine Seele durchdringt bekannt.

## Entstehung
Spafford schrieb den Text nach traumatischen persönlichen Ereignissen. Zuerst ruinierte der Große Brand von Chicago den erfolgreichen Anwalt, der in Immobilien in dem vom Feuer stark zerstörten Teil Chicagos investiert hatte. Seine Geschäfte litten durch die Rezession von 1873 erneut. Daher wollte er mit seiner Familie eine Urlaubsreise nach Europa antreten und seinem Freund, dem Evangelisten Dwight Lyman Moody, und Ira Sankey bei einer Evangelisationstour helfen. Er selbst wurde jedoch kurzfristig durch geschäftliche Probleme in Chicago zurückgehalten, während seine Familie auf der Ville du Havre voranreiste. Während der Überquerung des Atlantiks kollidierte das Schiff am 22. November 1873 mit der Loch Earn und sank rasch. Alle vier Töchter der Familie im Alter von 11, 9, 7 und 2 Jahren starben, nur seine Ehefrau Anna überlebte. Sie schickte ihm ein Telegramm „Saved alone…“ („als Einzige gerettet“). Kurz danach, als Spafford zu seiner trauernden Frau reiste, soll er die Inspiration zu dem Liedtext erhalten haben, als er in der Nähe des Ortes vorbeikam, an dem seine Töchter gestorben waren. Eine andere Version legt die Entstehung des Textes auf einen Besuch von Moody und Sankey in Spaffords Haus zwei Jahre später.
Das Paar hatte später drei weitere Kinder. Der Sohn Horatio Goertner Spafford starb 1876 mit 3 Jahren an Scharlach. Die Töchter waren Bertha Hedges Spafford (* 24. März 1878) und Grace Spafford (* 18. Januar 1881).
Ihre presbyterianische Kirchengemeinde sah die Tragödie der Spaffords als „Strafe Gottes“ und Moody selbst befand sich in einer Glaubenskrise. Als Antwort darauf gründeten die Spaffords ihre eigene messianische Glaubensgemeinschaft, die von der amerikanischen Presse als „the Overcomers“ tituliert wurde. 1881 emigrierten die Spaffords in das damals türkisch-osmanische Palästina und ließen sich in Jerusalem nieder. Sie halfen bei der Gründung einer dort als „American Colony“ bekannten christlichen Kolonie. Die Mitglieder – später von schwedischen Christen unterstützt – widmeten sich der philanthropischen Tätigkeit unter den Einwohnern Jerusalems unabhängig von ihrer religiösen Zugehörigkeit und ohne missionarische Motive. Sie gewann daher das Vertrauen der ortsansässigen christlichen, jüdischen und muslimischen Gemeinden. Während und kurz nach dem Ersten Weltkrieg spielte die American Colony eine wichtige Rolle bei der Unterstützung dieser Gemeinden durch Suppenküchen, Krankenhäuser, Waisenhäuser und andere wohltätige Einrichtungen.
Spafford selbst starb an Malaria.

## Text
| Originaltext | Deutsche Übersetzung von Theodor Kübler |
| --- | --- |
| 1) When peace like a river attendeth my way, When sorrows like sea billows roll; Whatever my lot, Thou hast taught me to know or sayb It is well, it is well, with my soul.             | 1) Wenn Friede mit Gott meine Seele durchdringt, ob Stürme auch drohen von fern, mein Herze im Glauben doch allezeit singt: "Mir ist wohl, mir ist wohl in dem Herrn".           |
| Ref.: It is well, (it is well), With my soul, (with my soul) It is well, it is well, with my soul.                                                                                      | Ref.: Mir ist wohl (mir ist wohl) in dem Herrn (in dem Herrn)! Mir ist wohl, mir ist wohl in dem Herrn!                                                                          |
| 2) Though Satan should buffet, though trials should come, Let this blest assurance control, That Christ has regarded my helpless estate, And hath shed His own blood for my soul.       | 2) Wenn Satan mir nachstellt und bange mir macht, so leuchtet dies Wort mir als Stern: Mein Jesus hat alles für mich schon vollbracht; ich bin rein durch das Blut meines Herrn. |
| 3) My sin, oh, the bliss of this glorious thought! My sin, not in part but the whole, Is nailed to the cross, and I bear it no more, Praise the Lord, praise the Lord, O my soul!       | 3) Die Last meiner Sünde trug Jesus, das Lamm, und warf sie weit weg in die Fern; er starb ja für mich auch am blutigen Stamm: Meine Seele lobpreise den Herrn.                  |
| 4) For me, be it Christ, be it Christ hence to live: If Jordan above me shall roll, No pang shall be mine, for in death as in life, Thou wilt whisper Thy peace to my soul.a            | 4) Nun leb ich in Christo für Christum allein, sein Wort ist mein leitender Stern. In ihm hab ich Fried und Erlösung von Pein, meine Seele ist selig im Herrn.                   |
| 5) But Lord, 'tis for Thee, for Thy coming we wait, The sky, not the grave, is our goal; Oh, trump of the angel! Oh, voice of the Lord! Blessed hope, blessed rest of my soul.          | |
| 6) And Lord, haste the day when my faith shall be sight, The clouds be rolled back as a scroll; The trump shall resound, and the Lord shall descend, A song in the night, oh my soul! c | |

a Die vierte Strophe "For me..." wurde später eingefügt.

b „know“ (am Ende der dritten Zeile) wurde später zu „say“ geändert.

c „A song in the night, oh my soul“ (letzte Zeile) wurde später in
„Even so, it is well with my soul“ geändert.

## Vertonung
Der Text wurde von Philip P. Bliss vertont. Das Lied wurde zuerst 1876 in Gospel Hymns No. 2 von Ira D. Sankey und Bliss als Ville du Havre veröffentlicht und ist vielleicht das bedeutendste Werk aus Bliss’ Repertoire. Die Erstaufführung erfolgte durch Bliss persönlich am 24. November 1876 anlässlich einer großen Versammlung von Predigern, die Moody organisiert hatte.
Kurz darauf, am 29. Dezember 1876, kamen Bliss und seine Frau bei einem Eisenbahnunfall ums Leben. Beim Einsturz einer Holzbrücke bei Ashtabula in Ohio stürzen die Waggons in den eisigen Fluss. Bliss konnte sich befreien, seine Frau war jedoch eingeklemmt. Als er zurückkehrte, um seiner Frau zu helfen, zerstörte ein Feuer die hölzernen Wagen und beide verbrannten.

## Nachwirkung
Das Kirchenlied findet sich in den Gesangbüchern vieler christlicher Glaubensgemeinschaften. Die amerikanische Kolonie in Jerusalem wurde von Selma Lagerlöf in ihrem Roman Jerusalem thematisiert.
Spaffords Tochter Bertha Spafford Vester verarbeitete die Ereignisse in ihrem Buch Our Jerusalem.